# Adventures of Frank and Jesse James
Adventures of Frank and Jesse James (1948), es un serial de Estados Unidos de Republic Pictures, protagonizado por Clayton Moore.

## Jesse James
Las aventuras de Frank y Jesse James fue filmada en 1948. Clayton Moore lleva el mismo vestuario como en Jesse James Rides Again. Una vez más de negro, con un sombrero Stetson ala flexible y chaparreras con alas de murciélago para coincidir con las imágenes de Don "Red" Barry del serial Red Ryder. Aunque Moore pudo haberse desprendidó de los peligros en la pantalla con un doble de riesgo, su capacidad atlética le salvó la vida, cuando un carruaje con fuego se volcó en pleno rodaje.

## Argumento
Jesse James; Clayton Moore vuelve a Misuri, y con su hermano Frank; Steve Darrel acuden en ayuda de una joven que posee una mina de oro. Su padre fue asesinado y ella se hizo cargo de la mina, y ahora los villanos que mataron a su padre están tratando de echarla de la mina para apoderarse del oro.

## Episodios
1. Agent of Treachery (20min)
2. The Hidden Witness (13min 20s)
3. The Lost Tunnel (13min 20s)
4. Blades of Death (13min 20s)
5. Roaring Wheels (13min 20s)
6. Passage to Danger (13min 20s)
7. The Secret Code (13min 20s)
8. Doomed Cargo (13min 20s)
9. The Eyes of the Law (13min 20s)
10. The Stolen Body (13min 20s)
11. Suspicion/The Death Trap (13min 20s)
12. Talk or Die! (13min 20s)
13. Unmasked (13min 20s)

## Elenco
- Clayton Moore: Jesse James
- Steve Darrel: Frank James
- Noel Neill: Judy Powell
- George J. Lewis: Gang Rafe
- John Crawford: Amos Ramsey

## Enlaces
- https://web.archive.org/web/20100707005708/http://www.imdb.es/title/tt0040077/

- Datos: Q4686642